# Philip Botström
Philip Claes Oscar Botström, född 15 december 1990 i Colombia, är en svensk socialdemokratisk politiker som var ordförande för Socialdemokraternas ungdomsförbund SSU från 2015 till 2021. Som förbundsordförande var Philip Botström adjungerad till Socialdemokraternas verkställande utskott, samt till Socialdemokraternas partistyrelse.

## Biografi
Botström adopterades när han var spädbarn från Colombia till Sverige och Filipstad. I Filipstad läste han samhällsvetenskapsprogrammet på Spångbergsgymnasiet för att senare bo och studera i Göteborg. På 2013 års förbundskongress valdes Botström in i SSU:s förbundsstyrelse. Botström har tidigare varit såväl ordförande för SSU i Filipstad som studieledare och ombudsman för SSU Värmland. 
Den 9 augusti 2015 valdes Botström till förbundsordförande för SSU på förbundskongressen i Västerås. Han valdes enhälligt om den 13 augusti 2017 under SSU:s kongress i Älvsjö i Stockholm. Botström driver en socialdemokratisk politik med fokus på ökad jämlikhet för alla unga. Under sitt linjetal på kongressen 2017 sa Botström att han vill ge ett jämlikhetslöfte till alla unga och på en generation se till att alla i Sverige har samma möjlighet till jämlik utbildning, jobb och bostad. 
Botström kandiderade för Socialdemokraterna i riksdagsvalet 2018 och fick 1 871 röster (3,00 %), vilket var under gränsen på fem procent som krävdes för att bli invald. 
Den 11 augusti 2019 blev Botström omvald som förbundsordförande för SSU. Under 2019 anklagade han Socialstyrelsen för diskriminering för deras regler som förbjuder män som haft sexuellt umgänge med andra män från att vara blodgivare. Han propagerade även för att stärka kunskap om hedersförtryck i yrkesgrupper och verksamheter som kommer i kontakt med ungdomar och för införandet av lokala handlingsplaner i samtliga kommuner.
Under 2017 kritiserades Botström för att ha åkt taxi från Sälen till Stockholm till en kostnad på 7 900 kronor för att delta i ett möte dagen efter. Han deltog emellertid inte i mötet och hans egen förklaring löd att han sedan en tid tillbaka led av utmattnings- och utbrändhetssymptom. Först i efterhand ska han ha betalat resan med sina egna pengar.
Den 1 augusti 2021 avgick Philip Botström som förbundsordförande på SSU:s digitala kongress.